# باول تورين
باول تورين (بالإنجليزية: Paul Turin)‏ هو لاعب كرة قدم أمريكي في مركز حراسة المرمى، ولد في 18 نوفمبر 1957 في سانت لويس في الولايات المتحدة. لعب مع تلسا رافنكس.